# Bank Rozrachunków Międzynarodowych

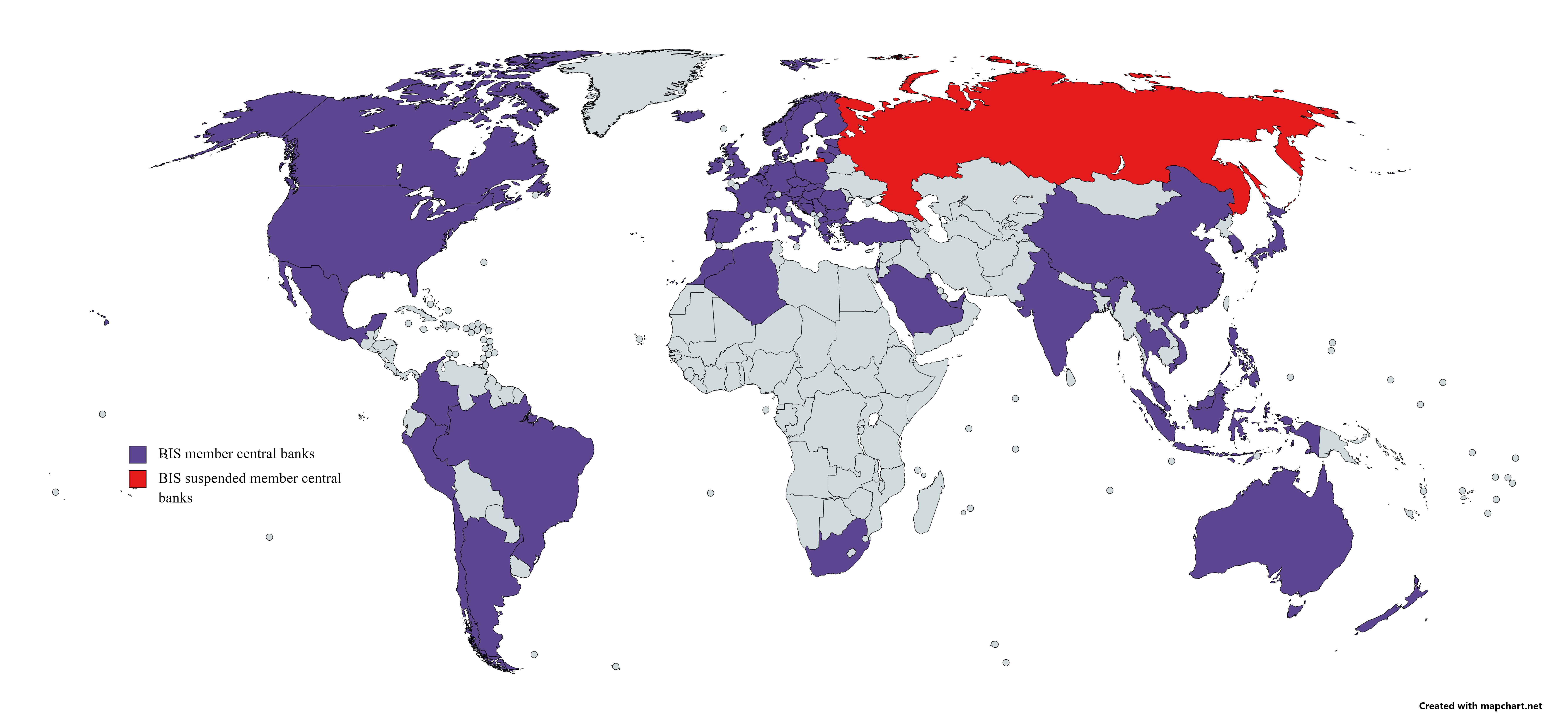
Państwa członkowskie BIS

Bank Rozrachunków Międzynarodowych (ang. Bank for International Settlements (BIS)) – najstarszy bank międzynarodowy, utworzony 17 maja 1930 roku na konferencji w Hadze, jako efekt realizacji Planu Younga. Pierwotnie jego głównym celem było zarządzanie środkami wynikającymi z reparacji wojennych Niemiec po I wojnie światowej.
Obecnie misją banku jest pomoc bankom centralnym i instytucjom uprawnionym do prowadzenia polityki pieniężnej w zapewnieniu monetarnej i finansowej stabilności, pełnienie funkcji banku dla tych instytucji oraz wspieranie ich międzynarodowej współpracy.
Bank przyjął formę spółki akcyjnej, w której udziałowcami są banki centralne. Łącznie jest ich 60 (w tym Narodowy Bank Polski) plus dodatkowo Europejski Bank Centralny.
Siedziba organizacji znajduje się w Bazylei.

## Funkcja
Bank Rozrachunków Międzynarodowych pełni ponadto funkcję gospodarza międzynarodowych sekretariatów/komitetów (wymienionych poniżej) zaangażowanych w ustalanie standardów oraz wspieranie stabilności finansowej w ramach Procesu Bazylejskiego, tj.
- Bazylejski Komitet ds. Nadzoru Bankowego (patrz standardy: Basel I, Basel II, Basel III)
- Komitet Globalnego Systemu Finansowego
- Komitet ds. Płatności i Infrastruktury Rynkowej
- Komitet Irvinga Fishera ds. Statystyki Banków Centralnych
- Instytut Stabilności Finansowej
- Komitet ds. Rynków
- Ponadto: Rada Stabilności Finansowej, Międzynarodowe Stowarzyszenie Nadzorów Ubezpieczeniowych, Międzynarodowe Stowarzyszenie Gwarantów Depozytów